# Stanislao Di Piazza
Stanislao Di Piazza (Palermo, 15 luglio 1957) è un politico italiano, dal 16 settembre 2019 al 13 febbraio 2021 sottosegretario di Stato al Ministero del lavoro e delle politiche sociali nel governo Conte II.

## Biografia
Nato a Palermo, il 15 luglio del 1957, si laurea in Giurisprudenza nel 1980 a pieni voti presso l'Università degli Studi di Palermo. All’età di 23 anni, inizia la sua carriera presso la Banca Popolare Sant’Angelo, in Sicilia. 

## Attività professionale
Nel 1997 viene nominato direttore di filiale della Banca Popolare Sant´Angelo, dove ha dato vita a un progetto di microcredito a favore degli immigrati residenti a Palermo. In un anno, il progetto è riuscito a finanziare 500 famiglie di immigrati e ad erogare tre miliardi delle vecchie lire.
Successivamente nel 2006 è stato assunto come direttore della prima filiale di Banca Etica in Sicilia, ruolo che ha svolto fino al 2012, quando è stato nominato referente del progetto “Jeremie Sicilia”, occupandosi di finanziamenti chirografari a favore delle piccole e medie imprese sociali e di economia civile, utilizzando fondi dell`UE.
Dal 1 luglio 2015 al gennaio 2018 è stato referente per il Sud di “Etica Sgr”, società di gestione del risparmio del Gruppo Banca Etica.
A gennaio del 2012 ha organizzato - assieme ai professori Stefano Zamagni, Leonardo Becchetti e Luigino Bruni, alla Banca Etica, a diversi sindaci, giornalisti e movimenti giovanili - ad Avola in provincia di Siracusa, il primo Laboratorio Nazionale di Economia Civile.
Dal giugno 2015 a luglio 2017 è stato presidente della MECC (Microcredito per l`Economia Civile e di Comunione) primo operatore di microcredito in Italia, ai sensi dell`articolo 111 del T.U.B.

## Attività politica
Nel 1987, in occasione della “Primavera di Palermo” si impegna nel gruppo politica giovani, movimento di cattolici democratici. 
Nel 1990, si candida al Consiglio comunale di Palermo nella lista della Democrazia Cristiana, nel quale verrà eletto e rimarrà in carica fino al 1993. 
Nel corso degli anni, promuove numerose iniziative, fra cui risalta quella organizzata nel 2017 a Palermo per mobilitare il buon gioco contro le nuove povertà e la dipendenza dal gioco d’azzardo. L’iniziativa “meno slot, più spazio alle persone..” coinvolge numerose associazioni e organizzazioni nella società civile.
Il 4 marzo 2018 viene eletto al Senato per il Movimento Cinque Stelle, ed è stato vicepresidente della Commissione Finanze e Tesoro del Senato e Segretario della Commissione Diritti Umani.
A partire dal 16 settembre 2019 è Sottosegretario di Stato presso il Ministero del Lavoro e delle Politiche Sociali con le seguenti deleghe:
1. Direzione generale dei rapporti di lavoro e delle relazioni industriali
2. Direzione generale degli ammortizzatori sociali e della formazione
3. Direzione generale dell'immigrazione e delle politiche di integrazione
4. Direzione generale per la lotta alla povertà e per la programmazione sociale (ad eccezione del reddito di cittadinanza)
5. Direzione generale del terzo settore e della responsabilità sociale delle imprese (CSR)

Inoltre, il 31 luglio 2020, il Ministro del Lavoro, Nunzia Catalfo, firma un decreto ministeriale con il quale viene costituito un Comitato di Esperti, presieduto dal Sottosegretario Di Piazza. Il Comitato ha il compito di definire linee di indirizzo e interventi per la promozione dell’impresa sociale e il rafforzamento dell'economia sociale e solidale. 

### Incarichi e uffici ricoperti nella Legislatura
- Governo Conte-II:
  - Sottosegretario di Stato per il lavoro e le politiche sociali dal 13 settembre 2019

- Gruppo M5S:
  - Membro dal 27 marzo 2018

- 5ª Commissione permanente (Bilancio):
  - Membro dal 23 settembre 2019

- 6ª Commissione permanente (Finanze e tesoro):
  - Vicepresidente dal 21 giugno 2018 al 23 settembre 2019
- Commissione speciale per l'esame degli atti urgenti presentati dal Governo:
  - Membro dal 29 marzo 2018 al 30 maggio 2018
- Commissione straordinaria per la tutela e la promozione dei diritti umani:
  - Membro dall'11 luglio 2019 al 22 luglio 201
  - Segretario dal 23 luglio 2019 al 12 settembre 2019
  - Membro dal 13 settembre 2019 al 4 ottobre 2019

- Commissione parlamentare di inchiesta sul sistema bancario e finanziario:
  - Membro dal 1 agosto 2019 al 31 ottobre 2019